# Ubuntu Foundation
Ubuntu Foundation är en stiftelse som grundades av Mark Shuttleworth och Canonical Ltd. den 1 juli 2005. Stiftelsen ska se till att varje version av operativsystemet Ubuntu alltid har fullt stöd med bl.a. säkerhetsuppdateringar under en längre tid efter att versionen släppts. Vissa utvalda versioner, med 6.06 (Dapper Drake) först ut, ska stödjas extra länge, 3 år för skrivbordsmiljön och 5 år om den används som server.
Ytterligare mål med stiftelsen är att fortsätta utveckla Ubuntu och dessutom se till att distributionen alltid fortsätter vara både fri programvara och gratis för sina användare. Mark Shuttleworth bidrog personligen med 10 miljoner dollar i initialt kapital till stiftelsen för att den ska kunna uppnå sina mål och många Ubuntu-utvecklare är anställda av Ubuntu Foundation för att jobba aktivt på att utveckla distributionen.